# اچ‌ام‌اس تایرلس (اس۸۸)
اچ‌ام‌اس تایرلس (اس۸۸) (به انگلیسی: HMS Tireless (S88)) یک زیردریایی بود که طول آن ۸۵٫۴ متر (۲۸۰ فوت) بود. این زیردریایی در سال ۱۹۸۴ ساخته شد.